# TRPV1
Přechodný receptorový potenciálový kationtový kanál podrodiny V člen 1 (TRPV1), také známý jako kapsaicinový receptor nebo vanilloidní receptor 1, je protein kódovaný genem TRPV1. Jde o historicky prvního izolovaného člena z podrodiny přechodných vanilloidních receptorových proteinů. Tento protein je členem TRPV rodiny iontových kanálů s přechodným receptorovým potenciálem.
Funkcí TRPV1 je detekce a regulace tělesné teploty. TRPV1 se však také účastní dráhy vedoucí k pocitu pálení a bolesti (nocicepce). V primárních aferentních senzorických neuronech spolupracuje s TRPA1 (receptor pro chemické dráždivé podněty) na zprostředkování detekce škodlivých environmentálních podnětů.

## Funkce
TRPV1 je součástí mechanismu používaného somatosenzorickým systémem savců. Je to neselektivní kationtový kanál, který může být aktivován širokou škálou exogenních a endogenních fyzikálních i chemických stimulů. Jeho aktivace vede k bolestivému pocitu pálení. Mezi nejznámější aktivátory TRPV1 patří: teplota vyšší než 43 °C (109 °F), nízké pH (kyselé podmínky), kapsaicin (dráždivá složka pálivých chilli papriček) a allyl isothiokyanát (štiplavá sloučenina v hořčici a wasabi). Mezi jeho další aktivátory patří: endokanabinoid anandamid, N-oleyl-dopamin a N-arachidonoyl-dopamin. Receptory TRPV1 se nacházejí hlavně v nociceptivních neuronech periferního nervového systému, ale byly popsány také v mnoha dalších tkáních, včetně centrálního nervového systému a imunitního systému. TRPV1 se podílí na přenosu a modulaci bolesti (nocicepce), stejně jako na zpracování různých bolestivých podnětů.

### Citlivost
Citlivost TRPV1 na škodlivé podněty, jako jsou vysoké teploty, není statická. Zánětlivé mediátory, např. prostaglandiny a bradykininy, dokáží zvyšovat citlivost nociceptorů. K uvolňování zánětlivých mediátorů dochází při poškození tkáně a následnému rozvoji zánětů. V důsledky působení zánětlivých mediátorů na nociceptory tedy může docházet ke zvýšené citlivosti na bolestivé podněty (hyperalgezie) nebo pocitem bolesti v reakci na nebolestivé podněty (alodynie). Většina sensibilizujících prozánětlivých činitelů aktivuje dráhu fosfolipázy C. V případě TRPV1 tomu není jinak, proteinkináza C hraje roli i při jeho senzibilizaci. Štěpení fosfatidylinositol-4,5-bisfosfátu (PIP2) pomocí fosfolipázy C (PLC-β) může vést ke zrušení inhibice TRPV1, a v důsledku toho přispět k citlivosti TRPV1 na škodlivé podněty.

### Desenzibilizace
Při dlouhodobé expozici kapsaicinu se aktivita TRPV1 snižuje, jde o fenomén nazývaný desenzibilizace. Tento jev je zprostředkováván extracelulárními ionty vápníku, které se vlijí do buňky, čímž stoupne jejich intracelulárního koncentrace. Na regulaci desenzibilizace TRPV1 se podílejí různé signální dráhy, jako např. fosforylace proteinkinázou A (PKA) nebo proteinkinázou C (PKC), interakce s kalmodulinem, defosforylace kalcineurinem a pokles PIP2. Předpokládá se, že desenzibilizace TRPV1 stojí za analgetickým účinkem kapsaicinu.

## Klinický význam

### Periferní nervový systém
V důsledku svého zapojení do nocicepce se TRPV1 stal cílem pro vývoj léčiv snižujících bolest (analgetik).

### Využití TRPV1
Receptor TRPV1 je užitečný k měření schopnosti organismu vnímat změnu teploty. Pokud je TRPV1 receptor z myšího modelu odstraněn, opravdu není tento model schopný rozpoznat rozdíly v okolní teplotě. Ve farmaceutickém průmyslu umožňuje zmiňovaný mechanismus blokování tepelných receptorů, což umožňuje pacientům se zánětlivými poruchami nebo těžkými pálivými bolestmi léčbu bez bolesti. Navíc i experimentální přístupy, které pro svůj výzkum z organismu odstraňují TPRV1 nebo ho deaktivují, pomáhají postupně odkrývat, jak schopnost vnímat teplotu prostřednictvím TRPV1 dokáže ovlivnit přežívání organismu a i patogenů v něm.

### TRPV1 v imunitních buňkách
TRPV1 hraje důležitou roli nejen v neuronech, ale také v imunitních buňkách. Aktivace TRPV1 moduluje imunitní odpověď včetně uvolňování zánětlivých cytokinů, chemokinů a schopnosti fagocytózy. Úloha TRPV1 v imunitních buňkách však není zcela objasněna a v současnosti je intenzivně studována. TRPV1 není jediným TRP kanálem exprimovaným v imunitních buňkách. TRPA1, TRPM8 a TRPV4 jsou další důležité TRP kanály, které jsou na imunitních buňkách studovány.
Exprese TRPV1 byla potvrzena v buňkách přirozené i adaptivní imunity. TRPV1 nalezneme v monocytech, makrofázích, dendritických buňkách, T-lymfocytech, NK buňkách a neutrofilech. Tento kanál je potenciálně velmi důležitý pro fungování imunitních buněk, právě díky své schopnosti vnímat vyšší teplotu a nižší pH, což jsou faktory ovlivňující funkci imunitních buněk.

#### TRPV1 a adaptivní imunita
TRPV1 patří mezi důležité membránové kanály v T buňkách, jelikož dokáže regulovat tok kationtů vápníku do buňky. TRPV1 se podílí hlavně na signalizaci prostřednictvím T buněčného receptoru (TCR), aktivaci T lymfocytů a TCR zprostředkovaném vtoku vápníkových iontů do buňky, svou roli však hraje i při produkci cytokinů. T lymfocyty s knock-outem v TRPV1 skutečně vykazují zhoršený vtok vápníku do buňky po aktivaci T lymfocytů prostřednictvím TCR, což poukazuje na dysregulaci v signálních drahách, zejména NF-KB a NFAT.

#### TRPV1 a přirozená imunita
Co se týče přirozené imunity, bylo prokázáno, že v makrofázích potlačuje aktivace TRPV1 kapsaicinem produkci dusíkatých radikálů, superoxidových aniontů a peroxidu vodíku. Kromě toho podání kapsaicinu, tedy aktivace TRPV1, potlačuje schopnost fagocytózy u dendritických buněk. V myším modelu také TRPV1 ovlivňuje zrání a funkci dendritických buněk, avšak k objasnění tohoto účinku u lidí jsou zapotřebí další studie. U neutrofilů vede zvýšení cytosolické koncentrace vápníkových kationtů k syntéze prostaglandinů. Aktivace TRPV1 kapsaicinem moduluje imunitní odpověď neutrofilů právě důsledkem zvýšení přílivu vápenatých iontů do buňky.
TRPV1 je také považován za nový terapeutický prostředek při mnoha zánětlivých onemocněních. Studie prokázaly, že TRPV1 ovlivňuje následky několika zánětlivých onemocnění, jako je chronické astma, zánět jícnu, revmatoidní artritida a rakovina. Výzkumy využívající agonisty a antagonisty TRPV1 potvrdily, že jejich podávání skutečně mění průběh zánětu. V současnosti však existuje mnoho protichůdných důkazů o tom, jaký typ odpovědi, prozánětlivá nebo protizánětlivá, aktivace TRPV1 indukuje. Je zapotřebí dalšího výzkumu. Mezitím je důležité zdůraznit, že role TRPV1 při zánětlivých onemocněních se pravděpodobně neomezuje pouze na imunitní buňky, jde spíše o souhru mezi imunitními buňkami, neurony a i dalšími typy buněk (epiteliální buňky atd.).

### TRPV1 a rakovina
Ukazuje se, že TRPV1 je nadměrně exprimován u několika typů rakoviny, např. rakovina slinivky břišní a adenokarcinom tlustého střeva. To naznačuje, že určité typy rakoviny by mohly být náchylnější k buněčné smrti indukované kapsaicinem (a také jinými vanilloidy). Je skutečně pozorována negativní korelaci mezi konzumací potravin obsahující chilli a obecnou úmrtností včetně rakoviny. Tento příznivý dopad konzumace potravin s obsahem chilli je připisován zejména obsaženým kapsaicinoidům.
Aktivace TRPV1 (zapříčiněná jeho agonistou kapsaicinem) indukuje zastavení buněk v G0-G1 fázi buněčného cyklu a následnou apoptózu leukemických buněčných linií, buněk leukémie dospělých T-buněk a buněk mnohočetného myelomu. Kapsaicin snižuje expresi anti-apoptotického proteinu Bcl-2 a také podporuje aktivaci p53, tumor-supresorového proteinu známého jako hlavní regulátor buněčné smrti. Tento účinek kapsaicinu v obou případech vede k výše zmíněné apoptóze.

### TRPV1 a neurozánět
Vzájemné působení mezi neurony a imunitními buňkami je dobře známým fenoménem, proto není žádným překvapením, že TRPV1 sehrává svou roli i při neurozánětu, jelikož je exprimován jak v neuronech, tak i v imunitních buňkách. Značná pozornost by měla být věnována potvrzené expresi TRPV1 v mikrogliích a astrocytech, buňkách nacházejících se fyziologicky v těsné blízkosti neuronů . Neuro-imunitní osa je místem produkce neuro-zánětlivých molekul a receptorů, které se vzájemně ovlivňují, a zajišťují tak komplexní odpověď na vnější podněty (nebo tělu vlastní patologie). Studium zapojení TRPV1 při neurozánětu má velký terapeutický význam pro budoucnost.
Kožní neurony exprimující TRPV1 a dendritické buňky jsou lokalizovány v zájemné blízkosti. Aktivace TRPV1 kanálů v těchto neuronech je spojována s produkcí interleukinu 23 (IL-23) dendritickými buňkami a následnou produkcí IL-17 T buňkami . Tyto interleukiny jsou důležité pro obranu hostitele proti bakteriím, jako je Candida albicans a Staphylococcus aureus. Aktivace TRPV1 tedy může vést k lepší obraně proti zmiňovaným patogenům díky neuro-imunitní ose. 
TRPV1 přispívá k autofagii mikroglií prostřednictvím své Ca2+ signalizace, která ústní v mitochondriemi indukovanou buněčnou smrt . TRPV1 kanál také moduluje zánět vyvolaný mikrogliemi. Zdá se, že migrace a chemotaxe mikroglií a astrocytů je ovlivněna interakcí TRPV1 s cytoskeletem a signalizací Ca2+ . TRPV1 kanál se tedy zapojuje do neuro-imunitní osy i prostřednictvím své funkce v mikrogliích.
TRPV1 má ochranný účinek u neurologických poruch, jako je Huntingtonova choroba, demence a Parkinsonova choroba . Jeho přesnou funkci je však třeba dále prozkoumat.

## Ligandy

### Antagonisté
Antagonisté blokují aktivitu TRPV1, čímž snižují vnímání pocitu bolesti. Mezi dobře známé antagonisty patří kompetitivní antagonista kapsazepin a nekompetitivní antagonista rutheniová červeň . Tyto látky mohou být užitečné při systémovém podání, proto již farmaceutické společnosti postupně vyvinuly i mnoho dalších antagonistů TRPV1. Antagonisté TRPV1 se opravdu prokázaly být účinnými látkami pro snižování nocicepce (vnímání bolesti) u potkáních modelů zánětlivé a neuropatické bolesti. , což také poskytuje důkaz pro to, že je TRPV1 jediným receptorem pro kapsaicin  U lidí by léky působící na TRPV1 receptory mohly být využívány k léčbě neuropatických bolestí spojených s roztroušenou sklerózou, chemoterapií nebo amputací, stejně jako bolestí spojovaných se zánětlivou odpovědí poškozených tkání, například při osteoartróze . 
Komplikaci pro terapeutické využití léčiv založených na antagonistech TRPV1 představuje ale fakt, že tato léčiva mohou také ovlivňovat tělesnou teplotu (hypertermii). Jako důkaz slouží naměření přechodného zvýšení teploty (~1 °C po dobu přibližně 40 minut, návrat na výchozí teplotu po 40 minutách) u potkaního modelu po aplikaci antagonisty TRPV1 AMG-9810 .  Role TRPV1 v regulaci tělesné teploty je však fenoménem známým pouze několik posledních let. Na základě výzkumu řady selektivních antagonistů TRPV1, které způsobují mírné zvýšení tělesné teploty (hypertermie), bylo zjištěno, že TRPV1 reguluje tělesnou teplotu in vivo tak, že při vysoké teplotě poskytuje tělu zpěnou vazbu pro to, aby se zchladilo.  Bez těchto signálů by se tělo přehřálo. Toto zjištění vysvětluje i schopnost kapsaicinu (agonisty TRPV1) spouštět pocení (tj. signál ke snížení tělesné teploty). V nedávné době bylo zjištěno, že TRPV1 kanály jsou přítomny dokonce i ve vnitřních orgánech, kde snižují tělesnou teplotu.  Bylo tedy navrženo, že převládající funkcí TRPV1 je, výše zmiňované, udržování tělesné teploty.  Experimenty prokázaly, že zablokování TRPV1 vede ke zvýšení tělesné teploty u mnoha druhů, včetně hlodavců a lidí, což opět naznačuje, že se TRPV1 skutečně podílí na udržování tělesné teploty.  V roce 2008 byl AMG-517, vysoce selektivní antagonista TRPV1, vyřazen z klinických studií z důvodu způsobené hypertermie (průměrný nárůst ~38,3 °C, který byl nejvýraznější 1. den, ale následně se zmírnil ve druhém až sedmém dnu).  Další molekula, SB-705498, byla také klinicky hodnocena, ale její účinek na tělesnou teplotu naopak nebyl dokumentován.   Naše porozumění účinkům specifických agonistů TRPV1 se v dnešní době rychle zvyšuje, a tak se zdá, že má terapie nové generace zacílená na TRPV1 veliký potenciál se vyvarovat hypertermii.  Navíc může jít u vážných diagnóz až o sekundární problém. Například pokud jde o agonisty-zprostředkovná desenzibilizace (např. v analgezii), pak nemusí být hypertermické účinky antagonistů relevantní. Dále také při aplikacích, jako je antagonismus TRPV1 pro léčbu závažných stavů srdečního selhání. V tomto případě může mírná hypertermie představovat přijatelný kompromis. Žádná hypertermie však nebyla pozorována u hlodavčích modelů srdečního selhání léčených BCTC, SB-366791 nebo AMG-9810.   Pro funkčnost TRPV1 je kritická i jeho post-translační modifikace fosforylací. Údaje publikované z NIH naznačují, že fosforylace TRPV1 zprostředkovaná Cdk5 je nutná pro otevření kanálu indukovaným ligandem. 

### Agonisté
TRPV1 je aktivován řadou přírodních agonistů.  Agonisté, jako jsou kapsaicin a resiniferatoxin, způsobují při delší aplikaci snížení aktivity TRPV1 (desenzibilizaci), což vede ke zmírnění bolesti v důsledku snížení TRPV1-zprostředkovaného uvolňování zánětlivých molekul po expozici škodlivým stimulům. Agonisty lze aplikovat lokálně na bolestivé místo v různých formách, obecně jako náplast nebo mast. Četné krémy obsahující kapsaicin jsou volně prodejné a nalezneme v nich jenom nízké koncentrace kapsaicinu (0,025 - 0,075 %). Není však zcela jasné, zda tyto přípravky skutečně vedou k desenzibilizaci TRPV1, je možné, že působí mechanismem proti podráždění. Nové přípravky obsahující vyšší koncentraci kapsaicinu (až 10 %) jsou již v klinických studiích.  Nedávno byly pro klinické použití představeny 8% kapsaicinové náplasti, které mohou po 30minutové aplikace poskytnout až 3měsíční analgetické účinky, jelikož způsobí regresi neuronů obsahujících TRPV1 v kůži.  Tyto léčebné přípravky musí být podávány pravidelně (s nízkou frekvencí), aby si zachovaly své analgetické účinky.

#### Kanabinoidní ligandy
Kanabinoidní ligandy zahrnují: 
- Kanabidiol (CBD) [35]
- Cannabigerol (CBG) [36]
- Tetrahydrocannabivarin (THCV) [37]
- Cannabigerovarin (CBGV) [37]

#### N-acylamidy
N- acylamidy, které aktivují kanabimimetické receptory, zahrnují: 
- Anandamid (AEA) [38]
- N-Arachidonoyl dopamin [39]
- N-oleoyl dopamin [40]
- N-Arachidonoyltaurin [41]
- N-dokosahexaenoylethanolamin [42]
- N-dokosahexaenoyl GABA [42]
- kyselina N-dokosahexaenoyl asparagová [42]
- N-dokosahexaenoyl glycin [42]
- N-dokosahexaenoyl serin [42]
- N-Arachidonoyl GABA [42]
- N-linoleyl GABA [42]

#### Metabolity mastných kyselin
Určité metabolity polynenasycených mastných kyselin také stimulují buňky prostřednictvím TRPV1. Metabolity kyseliny linolové, včetně kyseliny 13( S )-hydroxy-9Z,11E-oktadekadienové (13(S)-HODE), kyseliny 13( R )-hydroxy-9Z,11E-oktadekadienové (13( R )-HODE, 9( S )-hydroxy-10(E),12(Z)-oktadekadienové kyseliny (9( S )-HODE), 9( R )-hydroxy-10(E),12(Z)-oktadekadienové kyseliny (9( R )-HODE) a jejich příslušných keto analogů, 13-oxoODE a 9-oxoODE (viz sekce 13-HODE a 9-HODE o přímých účincích), aktivují periferní a centrální neurony vnímající bolest u myší. Odborné články si ovšem odporují ohledně koncentrace těchto metabolitů potřebné k aktivaci TRPV1, například zda nejúčinnější 9( S )-HODE vyžaduje koncentraci 10 mikromolů/litr  nebo více fyziologickou koncentraci 10 nanomolů/litr  k aktivaci TRPV1 v neuronech hlodavců. Zdá se, že závislost vlivu těchto metabolitů na TRPV1 odráží jejich přímou interakci s TPRV1. Zmiňované metabolity linoleátu jsou relativně slabými agonisty TRPV1 v porovnání s anandamidem . Působí bolest u hlodavců    a poškozují epiteliální bunky dýchacích cest, čímž přispívají k astmatickému onemocnění  u myší, a tedy možná i u lidí. Tento mechanismus se ukázal být závislý právě na aktivaci TRPV1.
Některé metabolity kyseliny arachidonové, včetně kyseliny 20-hydroxy- 5Z, 8Z ,11Z, 14Z -eikosatetraenové (viz kyselina 20-hydroxyeikosatetraenová )  a 12( S ) -hydroperoxy - 5Z, 8Z, 10E ,12S,14Z- eikosatetraenové kyseliny (12( S ) -HpETE ), 12( S )-hydroxy- 5Z, 8Z ,10E,12S, 14Z -eikosatetraenové kyseliny (12( S ) -HETE ( viz 12-HETE ), hepoxilin A3 (tj. kyselina 8R/S-hydroxy-11,12-oxido-5Z,9E,14Z-eikosatrienová) a HxB3 (tj. 10R/S-hydroxy-11,12-oxido-5Z,8Z ,14Z-eikosatrienová kyselina) aktivují TRPV1 obdobně, a mohou tak přispívat k taktilní hyperalgezii a alodynii.   
Výzkum na myších, morčcecích a lidských tkáních naznačují, že další metabolit kyseliny arachidonové, prostaglandin E2, spouští, prostřednictvím svého prostaglandin EP3 receptoru spřaženého s G proteinem, reakce vedoucí ke kašli. Dochází zde také k aktivaci TRPV1 (stejně jako TRPA1 ) receptorů, pravděpodobně ale nepřímým mechanismem. Genetický polymorfismus v receptoru EP3 (rs11209716  ) je spojován s kašlem vyvolaným inhibitorem ACE u lidí.  
Resolvin E1 (RvE1), RvD2 (viz resolviny ), neuroprotektin D1 (NPD1) a maresin 1 (Mar1) jsou metabolity omega 3 mastných kyselin, kyseliny eikosapentaenové (pro RvE1) nebo kyseliny dokosahexaenové (pro RvD2, NPD1 a Mar1 ). Tyto metabolity jsou členy třídy metabolitů specializovaných proresolvujících mediátorů (SPM), které fungují při ukončování různých zánětlivých reakcí a onemocnění na zvířecích modelech a, jak se předpokládá, i u lidí. Tyto SPM také tlumí vnímání bolesti vznikající z různých příčin založených na zánětu. Mechanismus jejich účinků tlumících bolest zahrnuje inhibici TRPV1, pravděpodobně (alespoň v určitých případech) opět nepřímým účinkem, při kterém aktivují jiné receptory umístěné na neuronech nebo blízkých mikrogliích a astrocytech. CMKLR1, GPR32, FPR2 a NMDA jsou pravděpodobně receptory, jejichž prostřednictvím tyto SPM působí na snížení TRPV1, a tím i na vnímání bolesti.     

#### Konjugáty mastných kyselin
N-Arachidonoyl dopamin, endokanabinoid nacházející se v lidském CNS, strukturně podobný kapsaicinu, aktivuje TRPV1 kanál s EC50 okolo přibližně 50 nM. 
N-oleyl-dopamin, další endogenní agonista, se váže na lidský VR1 s Ki 36 Nm. 
Bylo také prokázáno, že i další endokanabinoidní anandamid působí na receptory TRPV1. 
AM404 — aktivní metabolit paracetamolu (známý též jako acetaminofen), inhibitor zpětného vychytávání anandamidu a COX inhibitoru, také slouží jako silný agonista TRPV1. 
Rostlinný biosyntetický kanabinoid kanabidiol vykazuje přímou nebo nepřímou aktivaci receptoru TRPV1. TRPV1 je kolokalizován s receptory CB1 a receptory CB2 v senzorických a mozkových neuronech (v tomto pořadí) a další rostlinné kanabinoidy jako CBN, CBG, CBC, THCV a CBDV jsou také agonisty tohoto iontového kanálu .  Dále se prokázalo, že nekanabinoidní složky sekundárního metabolomu konopí, jako je myrcen, aktivují TRPV1. 

#### Metabolity vitaminu D
Metabolity vitaminu D, kalcifediol (25-hydroxy vitamin D nebo 25OHD) a kalcitriol (1,25-hydroxy vitamin D nebo 1,25OHD), působí jako endogenní ligandy TRPV1. 

### Centrální nervový systém
TRPV1 je také ve vysokých hladinách exprimován v centrálním nervovém systému a byl navržen jako cíl pro léčbu nejen bolesti, ale také jiných stavů, jakými je například úzkost.  Kromě toho se zdá, že TRPV1 zprostředkovává dlouhodobou synaptickou depresi (LTD) v hippocampu .  LTD je asociována se snížením schopnosti vytvářet si nové vzpomínky, na rozdíl od jejího protikladu, dlouhodobé potenciaci (LTP), která pomáhá při tvorbě paměti. Dynamický vzor LTD a LTP vyskytující se na mnoha synapsích poskytuje kód pro tvorbu paměti. Dlouhodobá deprese a následné ořezávání synapsí se sníženou aktivitou je důležitým aspektem utváření paměti. Na řezech krysího mozku, je patrná indukce LTD po aktivaci TRPV1 teplem nebo kapsaicinem, zatímco kapsazepin blokuje schopnost kapsaicinu indukovat LTD.  V mozkovém kmeni (nucleus solitárního traktu) řídí TRPV1 asynchronní a spontánní uvolňování glutamátu z nemyelinizovaných kraniálních viscerálních aferentních neuronů - jde o sekretující procesy, které jsou aktivní za normálních teplot, a tudíž zcela odlišné od reakcí TRPV1 při bolestivém horku.  Může tedy existovat terapeutický potenciál v modulaci TRPV1 v centrálním nervovém systému, možná jako léčba epilepsie (TRPV1 je již cílem pro úlevu od bolesti v periferním nervovém systému).

## Interakce
TRPV1 interaguje s:
- CALM1, [70]
- SNAPAP, [71] a
- SYT9 . [71]
- CBD [72]
- AEA [72]
- NPR1 [29]
- PKG [29]

## Objev
Dříve bylo známo, že neurony dorzálního kořenového ganglionu (DRG) savců exprimují iontový kanál citlivý na teplo, který by mohl být aktivován kapsaicinem.  Výzkumná skupina Davida Julia proto vytvořila cDNA knihovnu genů exprimovaných v neuronech DRG, exprimovala klony v buňkách HEK 293 a hledala buňky, které reagují na kapsaicin vtokem vápníku do buňky (což HEK-293 normálně nedělá). Po několika kolech screeningu a protřídění údajů v knihovně byl nakonec v roce 1997 identifikován jediný klon kódující kanál TRPV1.  Byl to první identifikovaný TRPV kanál. Julius byl za svůj objev oceněn v roce 2021 Nobelovou cenou za fyziologii a medicínu.